# Giuseppe Pettazzi
Giuseppe Pettazzi (Milano, 3 maggio 1907 – Rapallo, 8 ottobre 2001) è stato un ingegnere italiano.
Il suo edificio più famoso è il distributore di benzina Fiat Tagliero ad Asmara, che è stato costruito in stile Art Deco nel 1938 ed è stato dichiarato patrimonio mondiale UNESCO dal 2017.

## Biografia

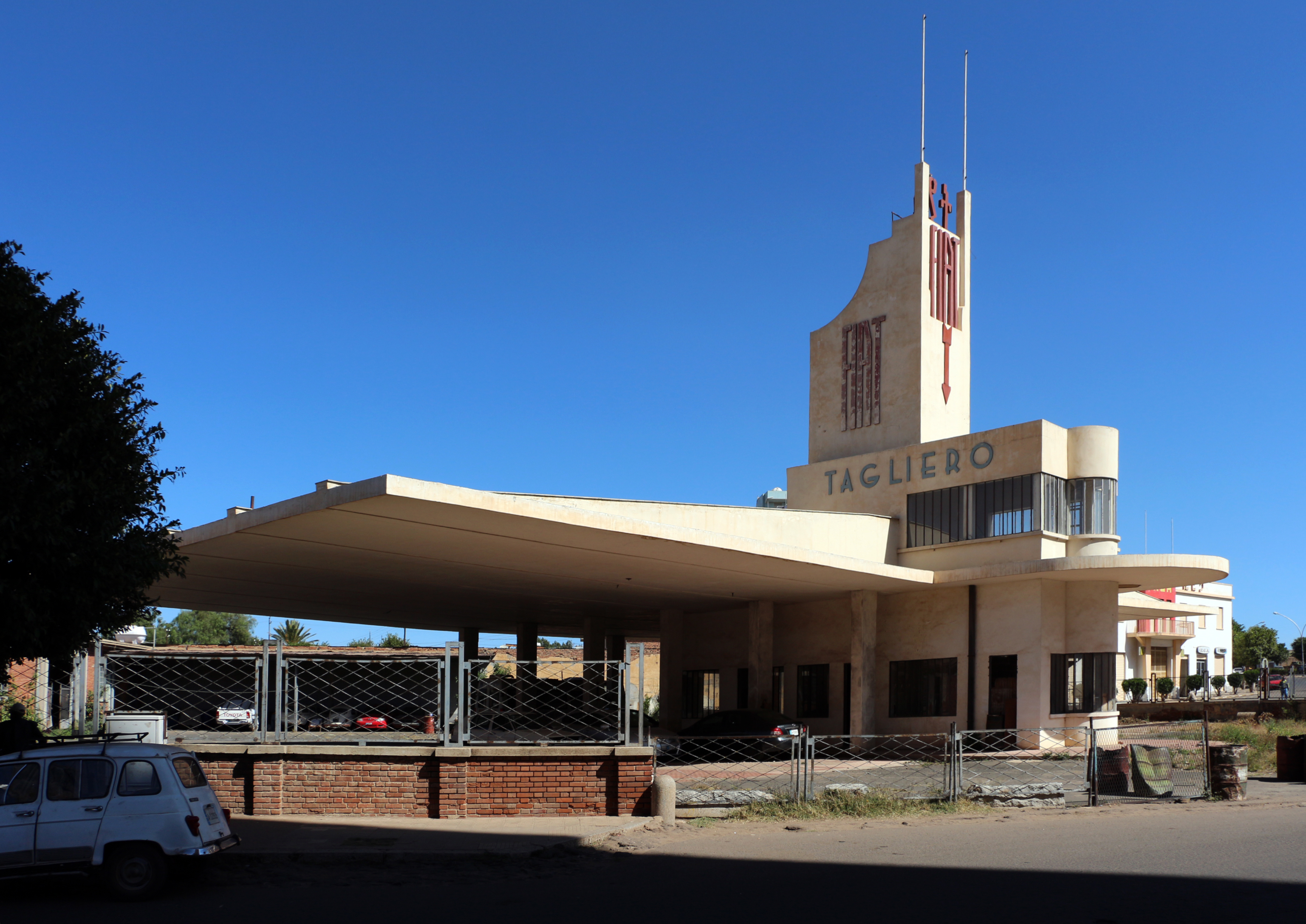
Fiat Tagliero, Asmara

Giuseppe Pettazzi, la cui famiglia viene dal Piemonte, è nato a Milano nel 1907. Nel 1925 completò la sua formazione umanistica con un diploma di scuola superiore e si iscrisse alla Facoltà di Ingegneria di Torino. Nel 1928 interruppe gli studi per completare il servizio militare con gli Alpini a Bra. Frequentò un corso per sottufficiali e fu rilasciato come tenente in riserva. Nel 1931 terminò gli studi con la laurea di ingegnere civile. Negli anni seguenti lavorò per varie società di costruzioni in Piemonte e Lombardia. Alla fine del 1936, si recò in Africa orientale italiana, in Eritrea, per perseguire una carriera lì sotto la politica coloniale guidata dal regime fascista.
Ad Asmara riuscì a costituire la propria società di costruzioni, con la quale contribuì allo sviluppo urbano della città nello stile dell'Art Déco. Nell'ottobre del 1938 inaugurò, alla presenza del Duca d'Aosta, la Fiat Tagliero. Gli altri edifici che eresse in Eritrea includevano le officine e i negozi di ricambi con lo stesso nome, anch'essi costruiti per la Fiat, e le aree di vendita del grande magazzino UPIM-Rinascente. Inoltre, contribuì all'ampliamento della rete stradale nella colonia italiana. A metà agosto 1939 visitò i suoi genitori a Rocchetta Tanaro e qui vide lo scoppio della Seconda guerra mondiale. Tuttavia, tornò ad Asmara già nel settembre dello stesso anno.
Quando l'Italia entrò in guerra nel maggio del 1940, fu chiamato alla fanteria. Successivamente, fu assegnato al battaglione Alpini Uork Amba e prese parte alla battaglia di Cheren nel marzo 1941. Durante i combattimenti fu ferito e ricoverato in un ospedale di Asmara a causa di un'infezione, dove fu fatto prigioniero il 1º aprile 1941. Trascorse i primi mesi come prigioniero di guerra vicino a Khartum. Fu quindi portato in un campo a Bhopal, in India. Dopo l'8 settembre 1943 rifiutò di sostenere il governo Badoglio. Per questo motivo, fu rilasciato dalla prigionia britannica solo nel dicembre 1946. Nel dopoguerra si sposò e riprese il suo lavoro come ingegnere civile, ma dopo alcuni anni non fu più soddisfatto del suo vecchio lavoro, quindi passò all'insegnamento. Giuseppe Pettazzi morì l'8 Ottobre 2001 a Rapallo, in gran parte sconosciuto nel suo lavoro come ingegnere civile. Il pubblico venne nuovamente a conoscenza di lui solo quando Asmara fu nominata patrimonio mondiale dell'UNESCO.